# White Rock Conservation Park
White Rock Conservation Park är en park i Australien. Den ligger i delstaten Queensland, omkring 30 kilometer sydväst om delstatshuvudstaden Brisbane.
Runt White Rock Conservation Park är det ganska glesbefolkat, med 27 invånare per kvadratkilometer.. Närmaste större samhälle är Ipswich, omkring 12 kilometer nordväst om White Rock Conservation Park.
I omgivningarna runt White Rock Conservation Park växer huvudsakligen savannskog. Genomsnittlig årsnederbörd är 1 252 millimeter. Den regnigaste månaden är januari, med i genomsnitt 248 mm nederbörd, och den torraste är oktober, med 34 mm nederbörd.